# Isle of the Damned
Isle of the Damned ist ein US-amerikanischer Kannibalenfilm aus dem Jahr 2008. Er wurde von Mark Colegrove gedreht. Um den Film wurde eine Geschichte gesponnen, deren Grundelement besagt, dass es ein verschollen geglaubter Film des italienischen Regisseurs „Antonello Giallo“ ist, der zur Hochzeit des Kannibalenfilms 1980 gedreht wurde.

## Handlung
Der Privatdetektiv Jack Steele wurde von dem skrupellosen Geschäftsmann Harald Thompson angeheuert, auf einer Inselgruppe nach dem Schatz von Marco Polo zu suchen. Mit auf der Reise dabei ist Steeles Adoptivsohn Billy, an dem sich Thompson mehrfach versucht zu vergehen. Sie landen auf der „Insel der Verdammten“, der letzten Insel, die sie noch nicht untersucht haben. Dort ist jedoch ein Kannibalenstamm, der den Schatz bewacht. Nachdem sie beobachten, wie eine andere Gruppe von den Kannibalen gefangen genommen wurde, stellen sich Steele und Billy mutig den Kannibalen entgegen, während Thompson die Aufregung nutzt und versucht sich an einer Frau zu vergehen. Er wird schließlich von den Kannibalen gefangen genommen. 
Steele und Billy werden von Alexis Kincaid und dessen Gefolgsmann Raoul, einem Ex-Yakuza-Killer, aufgelesen und zu deren Villa gebracht. Dort beschließen sie, gemeinsam Thompson zu befreien, da dieser noch den Schlüssel zum Schiff hat. Doch Thompson wird vom Kannibalenstamm gerade rituell vergewaltigt und sie können ihn erst befreien, als der komplette Stamm danach auf die Jagd geht. Beim Abendessen eröffnet Alexis den Versammelten, dass er den Schatz schon vor Jahren gefunden hat, dieser Schatz aber nur Unglück über ihn und seine Exfrau gebracht hat. 
Thompson geht zum Schein auf die Rückfahrtpläne ein, macht sich dann aber auf die Suche nach dem Schatz. Als er deshalb Billy vergewaltigt, folgt ein großer Showdown, an dessen Ende nur Steele überlebt. Er findet den Schatz, aber lässt ihn auf der Insel, und flieht mit dem Boot in Richtung Zivilisation.

## Produktion
Der Film wurde in Maryland mit einem Budget von etwa 20.000 US-Dollar gedreht. Er erschien am 17. Oktober 2008 in den Vereinigten Staaten und hatte seine deutschsprachige Premiere am 18. April 2009 auf dem Splatterdaynightfever in Saarbrücken. Anschließend lief er auf dem Weekend of Fear. Der Film wurde 2009 in Österreich auf DVD veröffentlicht. Die Synchronisation wurde von Oliver Krekel in Auftrag gegeben.
Der Film selbst enthält Anspielungen auf die Klassiker des Genres, so zum Beispiel eine Szene, in der die Kannibalen einen Fötus verspeisen. Diese ist angelehnt an Man-Eater – Der Menschenfresser. Weitere Filmszenen sind an Werke wie Nackt und zerfleischt und Lebendig gefressen angelehnt. Die fiktive Produktionsgeschichte hat Parallelen zur Handlung des Films Mondo Cannibale. Der Film wurde mit einer asynchronen Synchronspur belegt. Der Film selbst wurde mit Bildfehlern, die bei einem 35-mm-Film durch Abnutzung entstehen, bearbeitet.
Der Film ist seit dem 31. Mai 2012 auf Liste B indiziert und seit dem 28. Juni 2012 beschlagnahmt. Im September 2014 erschien eine Veröffentlichung in einer gekürzten Fassung unter dem Titel Cannibal Inferno auf DVD.

## Fiktive Produktionsgeschichte
Zum Umfeld des Films zählt auch eine fiktive Produktionsgeschichte, die die Hommage an die Kannibalenfilme der 1970er Jahre ergänzte und um gängige Mythen, die auch Bestandteile des Vorläufer-Genres der Mondofilme waren, bereicherten. So würde es sich bei Isle of the Damned um das Werk des italienischen Regisseurs Antonello Giallo handeln. Dieser sei ein exzentrischer und kontroverser Regisseur aus den 1970ern gewesen, der ebenfalls den Vorläufer Pleasures of the Damned und den Nachfolger City of the Damned gedreht haben soll (erster war das Erstlingswerk des wirklichen Regisseurs Mark Colegrove). Der Film sei erst jetzt wieder aufgetaucht und wäre in 492 Ländern verboten worden.

## Kritik
Der Film richtet sich vor allem an ein Genrepublikum und wurde fast ausschließlich in diesem Rahmen besprochen. In den Genrepublikationen wird der Film meist als gelungen betrachtet.